# 長野県道320号倭北松本停車場線
長野県道320号倭北松本停車場線（ながのけんどう320ごう やまときたまつもとていしゃじょうせん）は、長野県松本市を走る一般県道。

## 概要

### 路線データ
- 起点 : 松本市梓川倭（氷室西交差点、長野県道48号松本環状高家線交点）
- 終点 : 北松本停車場（大糸線北松本駅）

## 通過する自治体
- 長野県松本市

## 接続・交差する道路
- 長野県道48号松本環状高家線（氷室西交差点）
- 国道19号（白板交差点）

## 周辺
- 大糸線 北松本駅
- 長野朝鮮初中級学校
- 長野県松本合同庁舎
- カインズ 梓川店